# منتخب فلسطين لكرة السلة
منتخب فلسطين لكرة السلة هو ممثل فلسطين الرسمي في المنافسات الدولية في كرة السلة. ينتمي إلى منطقة الاتحاد الآسيوي لكرة السلة. انضم إلى الاتحاد الدولي لكرة السلة في عام 1963.